# 두루고등학교
두루고등학교(두루高等學校)는 대한민국 세종특별자치시 고운동에 있는 공립 고등학교이다.

## 학교 연혁
- 2014년 3월 21일 : 두루고등학교 설립인가(개교 공지)
- 2015년 3월 1일 : 두루고등학교 개교(2학급 인가)
- 2015년 3월 1일 : 초대 정영규 교장 부임
- 2015년 3월 2일 : 제1회 입학식(9명 입학)
- 2019년 3월 4일 : 제5회 입학식(184명)
- 2021년 9월 1일 : 제3대 소은주 교장 취임
- 2023년 1월 27일 : 제6회 졸업식(9학급 221명)

## 참고 자료
- 두루고등학교 - 한국교육학술정보원 학교알리미